# Whynter Lamarre
Whynter Lamarre, född 14 januari 1979 i Lachine, är en kanadensisk vattenpolomålvakt som tog VM-brons 2001 i Fukuoka och 2005 i Montréal.
Lamarre ingick i det kanadensiska landslaget vid olympiska sommarspelen 2004. Hon spelade två matcher i damernas vattenpoloturnering i samband med de olympiska vattenpolotävlingarna 2004 i Aten där Kanada kom på sjunde plats.